# Protandria

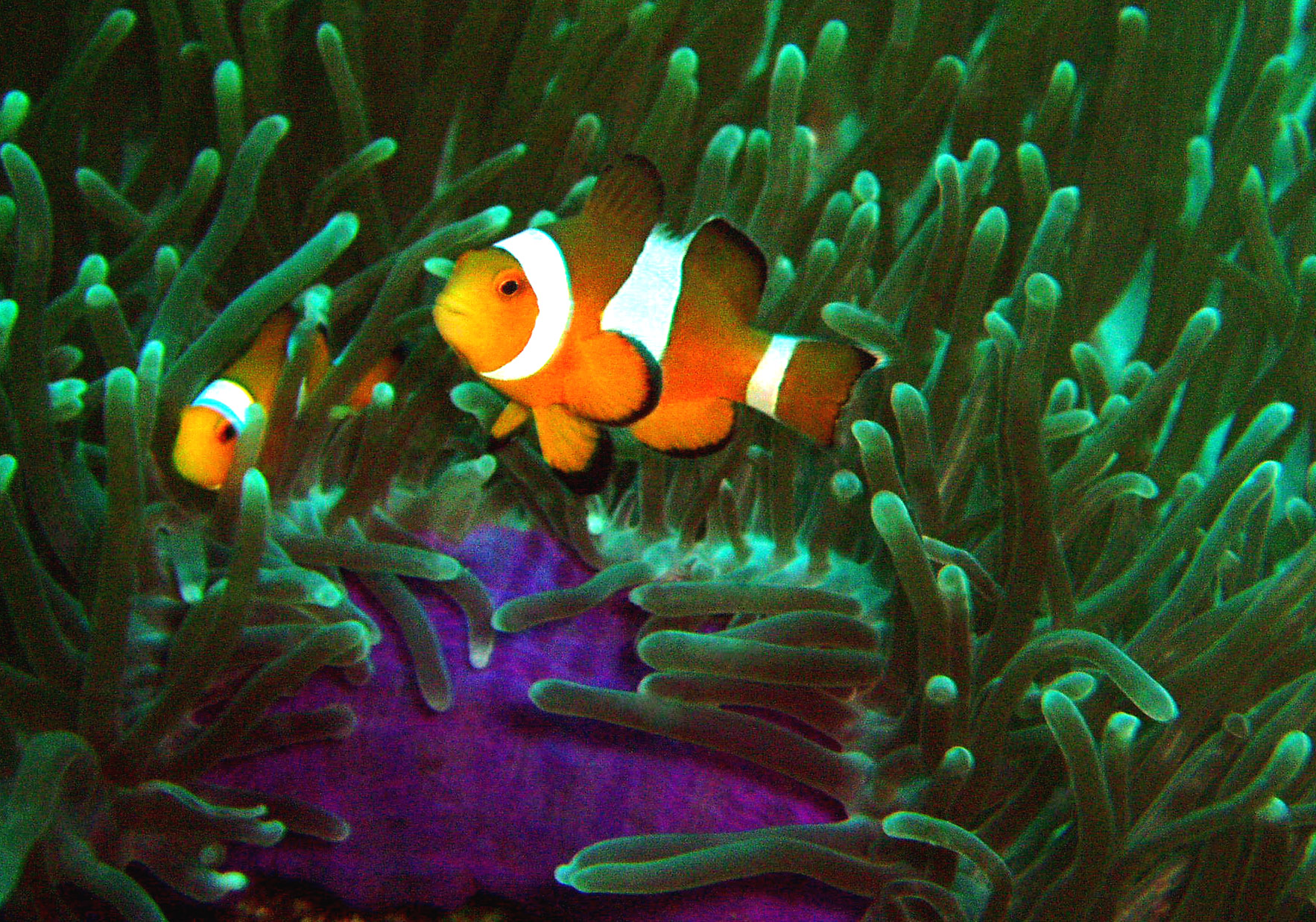
O peixe-palhaço-ocelaris é um exemplo de espécie protândrica

Na biologia, chamam-se protândricas as espécies em que os órgãos sexuais masculinos são os primeiros a atingirem a maturidade e a tornarem-se activos. No processo de crescimento, as gónadas convertem-se em femininas e tornam-se activas mais tarde.
Este tipo de hermafroditismo incompleto verifica-se em algumas espécies de peixes, como os peixes-palhaço e a invertebrados, como nas lapas (gastrópodes) e também nos hirudíneos (sanguessugas).
As espécies em que o sexo feminino é o primeiro a se tornar activo chamam-se protogínicas.